# Martin Milec
Martin Milec (Maribor, 20 settembre 1991) è un calciatore sloveno, centrocampista del Rače.

## Caratteristiche tecniche
Terzino destro, può giocare come esterno o come ala sulla stessa fascia.

## Carriera

### Nazionale
Esordisce il 14 agosto 2013 contro la Finlandia (2-0).

## Palmarès

### Club

#### Competizioni nazionali
- Campionato sloveno: 4

Maribor: 2010-2011, 2011-2012, 2012-2013, 2018-2019
- Coppa di Slovenia: 2

Maribor: 2011-2012, 2012-2013
- Supercoppa di Slovenia: 2

Maribor: 2012, 2013